# Pippo e le anitre
Pippo e le anitre (Foul Hunting) è un film del 1947 diretto da Jack Hannah. È un cortometraggio animato della serie Goofy, prodotto dalla Walt Disney Productions, uscito negli Stati Uniti il 31 ottobre 1947 e distribuito dalla RKO Radio Pictures. A partire dagli anni novanta è più noto come Caccia all'anitra.

## Trama
Il capo di uno stormo di anatre decide di atterrare, insieme alle compagne, vicino a un laghetto, poiché non ci sono cacciatori. Nel frattempo Pippo arriva sul posto con Clementina, la sua anatra meccanica, con cui intende attirare un'anatra per poi ucciderla. Nonostante Pippo trovi varie anatre, ogni volta fallisce a sparare loro per via della sua goffaggine. Inoltre rompe la doppietta immergendola nell'acqua; cercando di ripararla, provoca l'esplosione di una cartuccia, facendo cadere a terra un'anatra. Pippo decide di portare a casa il volatile, ma quando sta per mangiarlo dal suo interno fuoriescono ingranaggi, molle e parti metalliche: ha catturato Clementina. Pippo tuttavia decide di mangiarla ugualmente.

## Distribuzione

### Edizioni home video

#### VHS
- Le vacanze di Pippo (giugno 1986)[1]
- Le vacanze di Pippo (settembre 1989)[2]
- VideoParade vol. 2 (novembre 1992)[3]

#### DVD
Il cortometraggio è incluso nel DVD Walt Disney Treasures: Pippo, la collezione completa.